# Monetite
La monetite è un minerale.